# 加州大學出版社

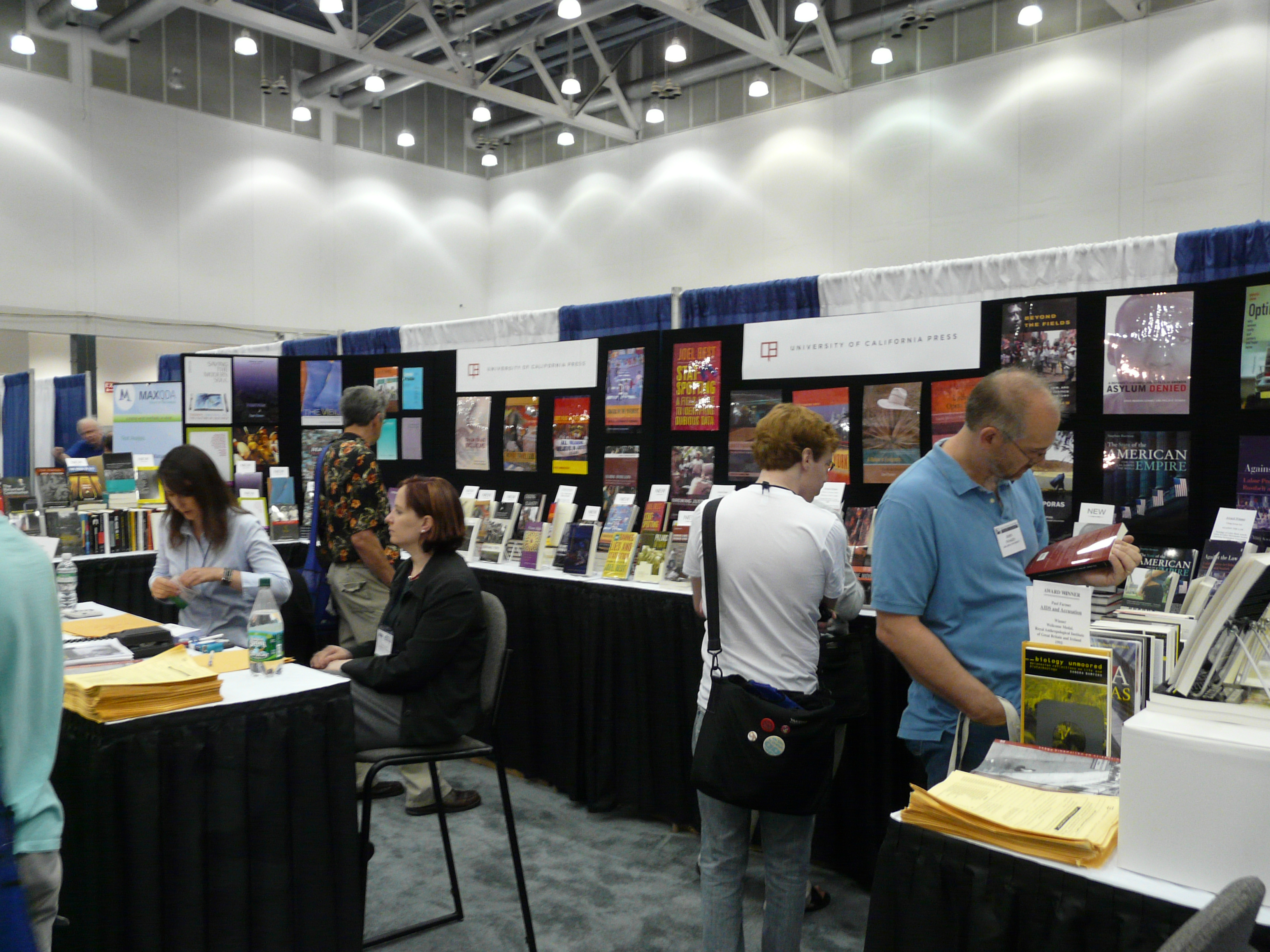
2008年美國社會學學會的攤位

加州大學出版社（英語：University of California Press），是屬於美國加州大學的學術出版社。它成立於1893年，為1868年成立的加州大學的教授出版著作和論文。其總部位於加州的奧克蘭市。
它目前出版的學科領域包括：人類學，藝術，古代世界/古典研究，加州和西方，電影和媒體研究，犯罪學，環境研究，食品和葡萄酒，歷史，音樂，政治，心理學，公共衛生和醫學，宗教和社會學。
它是加州大學的非營利性出版部門。25％的作者任職於加州大學。它在人文學科，社會科學和自然科學領域每年平均發表200本新書和30種多期刊。它持續印行大約4,000本書籍。